# Lepa griva
Lepa griva (znanstveno ime Ramaria formosa) je gliva, ki spada v rod griv. Znana je tudi pod starejšim slovenskim poimenovanjem tribarvna griva.

## Značilnosti
Lepa griva ima koralasto razraščeno plodišče, ki zraste do 20 cm visoko. Posamezne veje so stisnjene in se vzpenjajo skoraj vzporedno. Sedla med vejami so v obliki črke U. Barva vej je pri mladih primerkih rumeno rožnate barve, nato postane lososovo oranžna, z dolgimi limonasto rumenimi konicami, zaradi česar je bila imenovana tudi tribarvna griva. Vršički s staranjem postopoma zbledijo.
Meso gob je belo, nespremenljiva, včasih pod povrhnjico rožnato, marmorirano v pogojih visoke vlažnosti in v visokih vejah krhko, v spodnjem delu pa je mehko in kompaktno. Ima neizrazit zeliščni vonj in najprej lahek, blag zeliščni okus, ki zlasti v vrhovih vejic postane kiselkast in grenak.

## Razširjenost in življenjski prostor
Lepa griva je razširjena v Evropi in Severni Ameriki. Je mikorizna vrsta in raste v mešanih gozdovih, najpogosteje v bližini bukve.

## Mikroskopske značilnosti
Trosni odtis je rumeno okraste barve. Trosi so elipsoidni, rahlo bradavičasti in merijo 9–12,5 x 4,2–5,5 μm.
Kemične reakcije:
- kalijev hidroksid: oker
- amonijev hidroksid: rjavo oranžna
- fenol: rahlo rožnata[2]

## Podobne vrste
- čopičasta griva (Ramaria stricta) ima kovinski priokus
- cvetoča grmulja (Artomyces pyxidatus) raste na ostankih lesa
- rumena griva (Ramaria flava) je izrazito rumene in citronaste barve

## Uporabnost
Lepa griva je strupena. Povzroča gastrointestinalni sindrom in deluje odvajalno, povzroča bolečine in krče v prebavilih. Iz te gobe so izoliali dve učinkovini ramarin A in ramarin B, ki verjetno pripomoreta k opisanim simptomom.